# Montpellier Hérault RC
El Montpeller Hérault Rugby Club és un club de rugbi a 15 francès amb seu a Montpeller. Actualment està presidit per Mohed Altrad. El primer equip, dirigit per Philippe Saint-André, competeix a la lliga professional francesa, anomenada Top 14.
El club juga a Montpeller, a l'Stade Yves-du-Manoir des del començament de la temporada 2007-2008. Va guanyar el títol del Pro D2 el 2003, el European Shield el 2004, el Challenge Cup el 2016 i el 2021, i el títol del Top 14 2022.